# Hanna Solovey
Hanna Solovey (parfois autographiée Ganna Solovey ; en ukrainien Ганна Соловей), née le 31 janvier 1992 à Louhansk, est une coureuse cycliste ukrainienne. Elle est vice-championne du monde du contre-la-montre en 2014 et championne d'Ukraine du contre-la-montre en 2010 et 2015.

## Biographie
En 2009, Hanna Solovey termine deuxième du championnat d'Europe du contre-la-montre juniors une seconde derrière la Française Pauline Ferrand-Prévot. Elle devient ensuite championne du monde du contre-la-montre juniors en battant le record de vitesse sur l'épreuve avec 43,834 km/h. Lors des mondiaux sur piste juniors 2009 à Moscou, elle obtient la médaille de bronze de la poursuite individuelle. Elle décroche également deux titres de championne d'Europe sur piste juniors.
En 2010, elle devient championne d'Ukraine du contre-la-montre alors qu'elle est court encore chez les juniors. Elle ajoute deux nouveaux titres en contre-la-montre, aux mondiaux et aux championnats d'Europe juniors.
Le 2 mai 2011, Hanna Solovey est contrôlée positive au drostanolone après la première étape du Tour de l'île de Chongming. Elle est suspendue deux ans jusqu'au 1er juillet 2013 et perd tous ses résultats obtenus à partir du 2 avril 2011. Elle signe des bonnes performances en juillet 2013 pour son retour à la compétition. Elle prend avec la sélection espoirs ukrainienne la médaille d'argent de la poursuite par équipes espoirs aux championnats d'Europe sur piste. Le 18 juillet, elle devient championne d'Europe du contre-la-montre espoirs à Olomouc en République tchèque. Deux jours après elle prend la troisième place de la course en ligne. En fin de saison elle se classe huitième du championnat du monde du contre-la-montre puis remporte le Chrono des Nations.
En début de saison 2014, elle participe aux mondiaux sur piste où elle se classe quatrième de la poursuite et quinzième de l'omnium. La situation politique de son pays ne lui permet pas de courir et de s'entraîner en 2014. Elle dispute sa première course quelques jours avant les mondiaux, où elle se signale en gagnant le Chrono champenois devant la championne du monde du contre-la-montre Ellen Van Dijk. Malgré son manque de compétition, elle prend à la surprise générale la médaille d'argent lors du championnat du monde du contre-la-montre. Lors de la conférence de presse d'après course, elle indique qu'en raison du conflit armé pendant la crise en Ukraine, elle a fui sa ville natale de Louhansk pour celle de Lviv, où elle bénéficie d'un vélodrome, sur lequel elle s'est préparée pour les championnats du monde.
En 2015, elle s'engage avec la nouvelle équipe kazakhe Astana-Acca Due O. En juin 2015, elle est licenciée par l'équipe kazakhe, officiellement pour « manque de professionnalisme ». Cependant, d'après Oleksandr Bashenko,, le président de la Fédération ukrainienne, la raison officielle est la tentative avortée de faire de Solovey une citoyenne du Kazakhstan à temps pour les Jeux olympiques de Rio en 2016. Le licenciement de Solovey est une conséquence directe de sa citoyenneté ukrainienne, selon la Fédération ukrainienne.

## Palmarès sur route

### Par année
- 2009
  -  Championne du monde du contre-la-montre juniors
  -  Médaillée d'argent du championnat d'Europe du contre-la-montre juniors
- 2010
  -  Championne du monde du contre-la-montre juniors
  -  Championne d'Europe du contre-la-montre juniors
  -  Championne d'Ukraine du contre-la-montre
  - Chrono des Nations-Les Herbiers juniors
  - 2e du championnat d'Ukraine de course de côte
- 2013
  -  Championne d'Europe du contre-la-montre espoirs
  - Chrono des Nations-Les Herbiers-Vendée
  -  Médaillée de bronze du championnat d'Europe sur route espoirs
  - 8e du championnat du monde du contre-la-montre
- 2014
  - Chrono champenois
  - Chrono des Nations-Les Herbiers-Vendée
  -  Médaillée d'argent du championnat du monde du contre-la-montre
  - 9e du championnat du monde sur route
- 2015
  -  Championne d'Ukraine du contre-la-montre
  -  Médaillée d'argent du contre-la-montre aux Jeux européens
  - 2e du Chrono des Nations
  - 3e du championnat d'Ukraine sur route
- 2016
  - 2e du championnat d'Ukraine du contre-la-montre
  - 3e du championnat d'Ukraine sur route
  -  3e du VR Women ITT
- 2017
  - VR Women ITT
  - 2e du championnat d'Ukraine du contre-la-montre

### Classements mondiaux
| Année                                 | 2011 | 2012 | 2013 | 2014 | 2015 | 2016 | 2017 | 2018 | 2019 | 2020 | 2021 | 2022  |
| ------------------------------------- | ---- | ---- | ---- | ---- | ---- | ---- | ---- | ---- | ---- | ---- | ---- | ----- |
| Classement UCI                        | 67e  | nc   | 45e  | 24e  | 64e  | 93e  | 114e | 210e | 395e | 206e | 190e | 1155e |
| UCI World Tour                        |      |      |      |      |      | 120e | nc   | 193e | 217e | nc   | nc   | nc    |
|                                       |      |      |      |      |      |      |      |      |      |      |      |       |
| Légende : nc = non classéSource : UCI |      |      |      |      |      |      |      |      |      |      |      |       |

## Palmarès sur piste

### Championnats du monde
- Moscou 2009
  -  Médaillée de bronze de la poursuite juniors
- Apeldoorn 2013
  - 8e de la poursuite par équipes
- Cali 2014
  - 4e de la poursuite individuelle
  - 15e de l'omnium
- Londres 2016
  - 14e de la course aux points
- Apeldoorn 2018
  - 8e de l'américaine[9]
  - 17e de la course aux points[10]
- Pruszków 2019
  - 13e de l'américaine
  - 16e de la course aux points
  - 17e de la poursuite par équipe[11]

### Coupe du monde
- 2017-2018
  - 2e de la course aux points à Pruszków
- 2018-2019
  - 2e de la course aux points à Saint-Quentin-en-Yvelines

### Championnats d'Europe
| Édition / Épreuve     | Poursuite individuelle | Poursuite par équipes | Course aux points |
| Minsk 2009 (juniors)  | Or                     | Bronze                | Or                |
| Anadia 2013 (espoirs) |                        | Argent                |                   |
| Apeldoorn 2019        |                        |                       | Bronze            |
| Munich 2022           |                        |                       | 7e                |

### Jeux européens
| Édition / Épreuve | Course aux points |
| Minsk 2019        | Or                |

### Championnats d'Ukraine
- 2013
  -  Championne d'Ukraine d'omnium
- 2017
  -  Championne d'Ukraine de l'américaine (avec Oksana Kliachina)
- 2021
  -  Championne d'Ukraine de course aux points
  -  Championne d'Ukraine de l'américaine (avec Anna Nahirna)
  -  Championne d'Ukraine d'omnium